# Boekhoute
Boekhoute is een dorp in de Belgische provincie Oost-Vlaanderen en een deelgemeente van Assenede, het was een zelfstandige gemeente tot aan de gemeentelijke herindeling van 1977. Boekhoute ligt nabij de grens met Nederland, in het Meetjesland. Het noordwestelijke deel van het dorp ligt in de Laurijnepolder.

## Geschiedenis
Boekhoute werd voor het eerst vermeld in 1128, als Bocholt, wat beukenbos betekent.
Boekhoute was de hoofdplaats van het Boekhouter Ambacht, een van de Vier Ambachten. Het gebied werd regelmatig door overstromingen geteisterd, waaronder die van 1375-1377, waarbij de Braakman werd gevormd. Dankzij deze zeearm kon Boekhoute over een haven beschikken. In 1952 werd de Braakman afgesloten, waarmee de haven en de daarmee gepaard gaande visserij verdween.

## Het vissersverleden
Een zijarm van de Westerschelde, de Braakman genaamd, die tot in Boekhoute kwam tot rond 1600 maakte dat de haven van Boekhoute ontstond. De aanleg van dijken, die veel voorkomende overstromingen moesten voorkomen, zorgde ervoor dat de Braakman niet meer tot aan de dorpskom kwam. De haven werd toen verhuisd naar een meer noordelijk gelegen deel van het dorp, naar de wijk die vandaag de naam Haven draagt. Aan het einde van de 18e eeuw moest opnieuw verhuisd worden na de indijking van de Grote Isabellapolder. De haven bleef echter steeds verder verzanden.
Naast de verzanding droeg ook het uit elkaar vallen van de Nederlanden in 1830 bij tot de teloorgang van de haven. Voor de Belgische onafhankelijkheid mochten de Boekhoutse vissers in alle binnenwateren van Zeeland vissen. Nadien konden ze enkel nog in de Braakman en in de Westerschelde vissen.
Tot 1914 bleef deze haven in gebruik, ondanks grote moeilijkheden. Tijdens de Eerste Wereldoorlog werd de haven door de Duitsers afgesloten. Het dorp lag in België, terwijl de haven al in Nederland lag. België was in oorlog en Nederland mengde zich niet in de strijd. De Duitsers vreesden dat het grensdorp en de haven zou gebruikt worden voor het overbrengen van militaire informatie.
Na de Eerste Wereldoorlog werd, ondanks Belgisch protest, in Nederland de Dijckmeesterpolder aangelegd. Hierdoor moest nogmaals een nieuwe haven worden aangelegd, gelegen op ruim 2,5 kilometer van Boekhoute. België eiste de aanleg van een kanaal naast de nieuwe polder, die voor de uitwatering van de Belgische polders moest zorgen en de nieuwe haven van Boekhoute moest verbinden met de Braakman. Naast de spuisluis aan het begin van dit Isabellakanaal werd de nieuwe haven van Boekhoute aangelegd. In het begin van de 20e eeuw leefden nog 700 Boekhoutenaren van de visvangst. Aan het einde van de jaren 30 telde Boekhoute terug vijftig visserssloepen. De Braakman had echter de laatste decennia de neiging om sterk te verzanden en tijdens de Tweede Wereldoorlog werden er door Nederland geen baggerwerken uitgevoerd in de Braakman. Na de oorlog kon de vissersvloot van bijna vijftig schepen niet meer uitvaren. In de zomer van 1952 werd de Braakman, de verbinding tussen de vissershaven en de zee, afgesloten. Boekhoute was echter bij wet nog altijd een officiële vissershaven en had volgens het Verdrag der XXIV Artikelen uit 1839 het recht op toegang tot de Westerschelde. Een beperkt aantal vissers ging door met visvangst vanuit Terneuzen en vervoerde de vis over een traktaatweg (zonder tol of douane te betalen) via Hoek en Philippine tot in het dorp. Na een moeilijke periode in de jaren 60 zijn er anno 2003 nog een tiental vissersboten die onder Boekhoutse vlag vanuit Terneuzen actief zijn. De boten liggen in Terneuzen of Breskens en zijn te herkennen aan het opschrift BOU (naar de oude schrijfwijze Bouchaute).

## Demografische ontwikkeling
- Bronnen:NIS, Opm:1831 tot en met 1970=volkstellingen; 1976 = inwoneraantal op 31 december

## Bezienswaardigheden
- In het dorpscentrum, in het voormalige gemeentehuis, is tevens een bezoekerscentrum, het Visserijmuseum, gevestigd waarin men meer te weten kan komen over de geschiedenis van Boekhoute.
- De Heilig Kruiskerk
- De Begraafplaats van Boekhoute
- Het Kasteel Ter Leyen
- Bij de kerk ligt een vissersboot, de Bou-8 die ook Isabella werd genoemd. Het is een lemmerhengst die in 1973 in het dorpscentrum werd geplaatst om de herinnering aan het vissersverleden van het dorp levendig te houden. De Bou-8 was veertig ton zwaar, zijn mast tien meter hoog en zijn netten twintig meter lang. Drie luiken geven toegang tot het ruim, de machinekamer en de leefruimte.

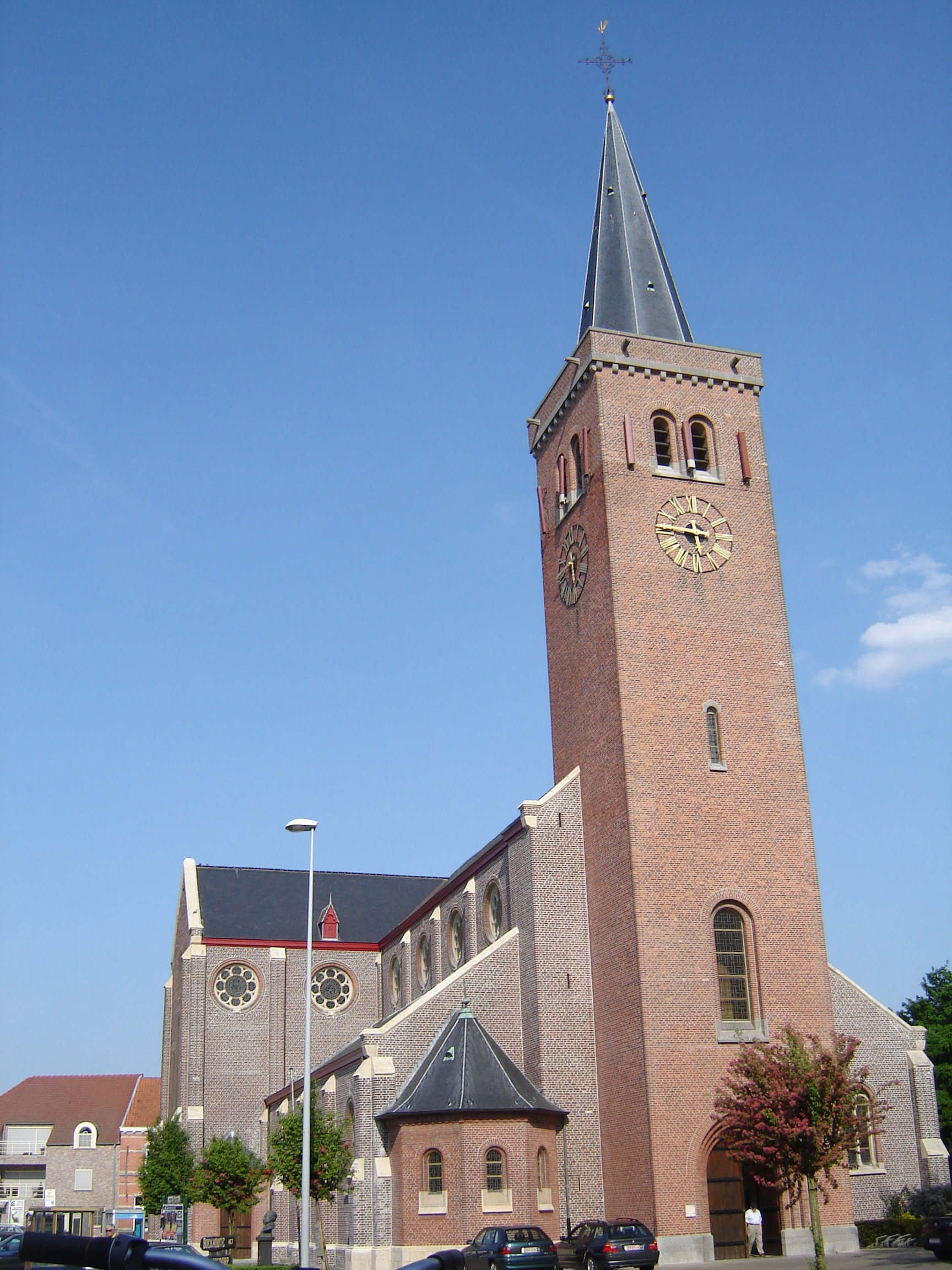
Heilig Kruiskerk
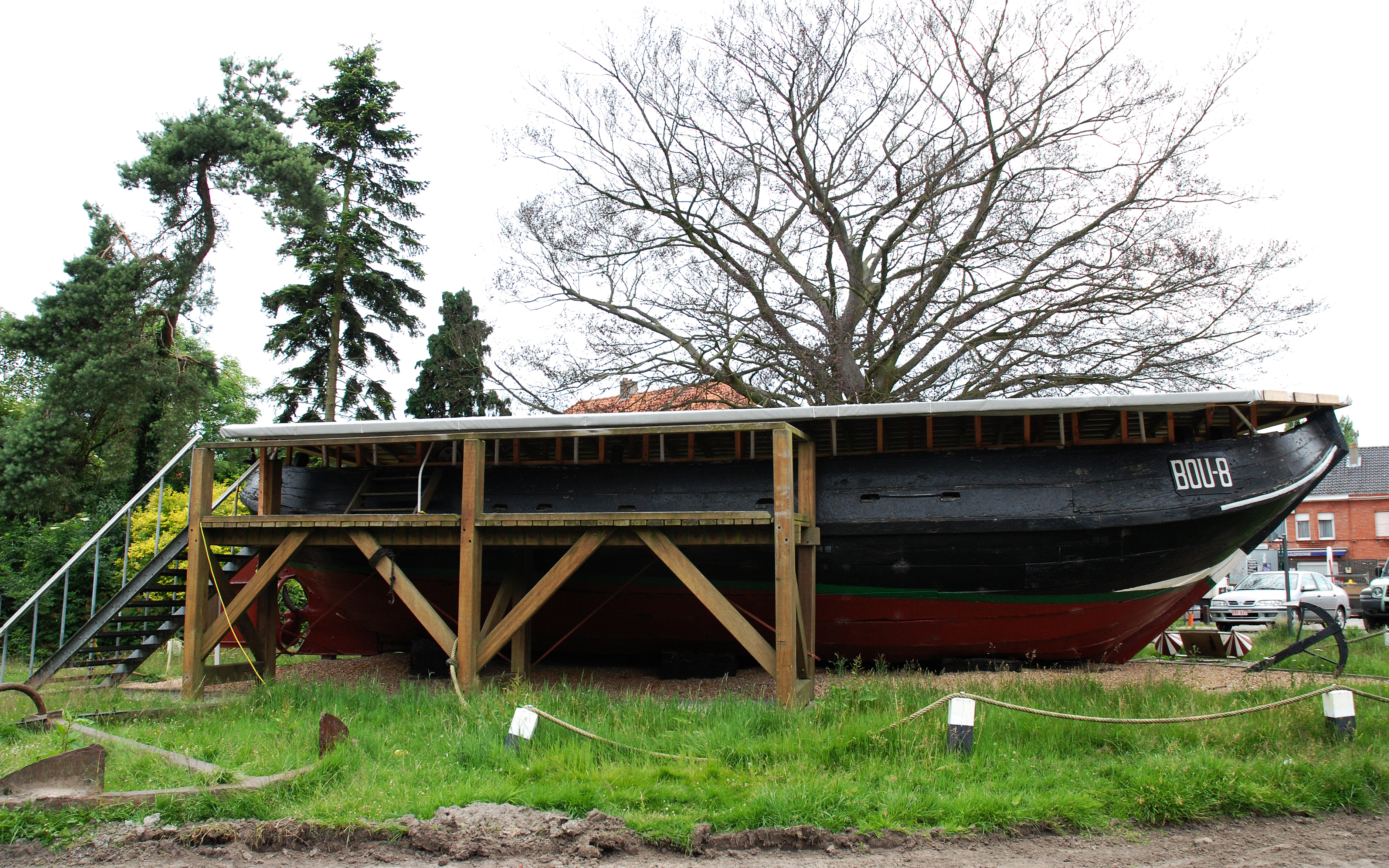
De Bou-8

## Natuur en landschap
Boekhoute ligt in het Vlaamse poldergebied op een hoogte van 3-4 meter. Kunstmatige waterlopen zijn het Leopoldkanaal en het Isabellakanaal, waarmee de afwatering van de polders wordt verzorgd. Meer natuurlijke waterlopen zijn de Vliet en de Basseveldse Beek. In het verlengde van het Leopoldkanaal ligt bovendien de Zwarte Sluisbeek, welke parallel aan de Belgisch-Nederlandse grens loopt.

## Evenementen
Een belangrijk evenement in Boekhoute zijn de Garnaalfeesten, met de verkiezing van een Garnaalprinses.

## Politiek
Boekhoute had een eigen gemeentebestuur en burgemeester tot de gemeentelijke fusie van 1977. De laatste burgemeester was Edgard Stockman. Burgemeesters van Boekhoute waren:
- ? – ? : J.M. Verstraeten
- 1839-1855 (?): Hyppolite Dhont
- 1855-1862 : Joseph De Block
- 1900- : Jean Van Zele
- 1970-1976 : Edgard Stockman

## Geboren in Boekhoute
- Renaat Van Elslande (1916-2000), politicus van christendemocratische strekking

## Nabijgelegen kernen
Bassevelde, Landsdijk, Philippine, Assenede